# War Child Presents Heroes
War Child Presents Heroes é um álbum de caridade lançado em 2009, produzido por War Child, para arrecadar fundos as pessoas atingidas em guerras, ocorridas em lugar como Iraque, Uganda, Afeganistão e a República Democrática do Congo. Teve o tema, "colocando fé na próxima geração," o conceito do álbum é ter grandes artistas da música, selecionar uma faixa de sua própria autoria e nomear um artista da nova geração para criar uma reformulação moderna para sua canção.
O álbum foi gravado ao longo de seis meses em Londres, Manchester, Paris, Berlin, Nova Iorque, e Los Angeles, e masterizado na Abbey Road Studios, em Londres. Outros álbuns de caridade da War Child incluem The Help Album (1995), NME in Association with War Child Presents 1 Love (2002), e Help!: A Day in the Life (2002).

## Lançamento
Enquanto era esperado, inicialmente, que o álbum fosse lançado em 24 de Novembro de 2008, em 7 de Outubro foi anunciado que a data de lançamento seria adiado para Fevereiro de 2009 devido a um grande interesse dos músicos com a esperança de contribuir para a elaboração. Em 17 de Dezembro, a data 16 de Fevereiro de 2009 foi anunciada como a data oficial de lançamento do álbum.
| Críticas profissionais | Críticas profissionais |
| Avaliações da crítica  | Avaliações da crítica  |
| Fonte                  | Avaliação              |
| ---------------------- | ---------------------- |
| Entertainment Weekly   | (B) 2009               |
| Pitchfork Media        | 2009                   |
| Robert Christgau       | link                   |
| Rolling Stone          | 2009                   |
| USA Today              | 2009                   |

## Listas de faixas

### Lista de faixas do RU
1. Beck – "Leopard-Skin Pill-Box Hat" (Bob Dylan)
2. Scissor Sisters – "Do the Strand" (Roxy Music)
3. Lily Allen and Mick Jones – "Straight to Hell" (The Clash)
4. Duffy – "Live and Let Die" (Sir Paul McCartney and Wings)
5. Elbow – "Running to Stand Still" (U2)
6. TV on the Radio – "Heroes" (David Bowie)
7. Hot Chip – "Transmission" (Joy Division)
8. The Kooks – "Victoria" (The Kinks)
9. Estelle – "Superstition" (Stevie Wonder)
10. Rufus Wainwright – "Wonderful/Song For Children" (Brian Wilson)
11. Peaches – "Search and Destroy" (The Stooges)
12. The Hold Steady – "Atlantic City" (Bruce Springsteen)
13. The Like – "You Belong to Me" (Elvis Costello)
14. Yeah Yeah Yeahs – "Sheena Is a Punk Rocker" (The Ramones)
15. Franz Ferdinand – "Call Me" (Live) (Blondie)

- Canções cantadas originalmente pelo artista entre parênteses.[6]

### Lista de faixas dos EUA
1. Beck – "Leopard-Skin Pill-Box Hat" (Bob Dylan)
2. The Kooks – "Victoria" (The Kinks)
3. The Hold Steady – "Atlantic City" (Bruce Springsteen)
4. Hot Chip – "Transmission" (Joy Division)
5. Lily Allen e Mick Jones – "Straight to Hell" (The Clash)
6. Yeah Yeah Yeahs – "Sheena Is a Punk Rocker" (The Ramones)
7. Franz Ferdinand – "Call Me" (Ao vivo) (Blondie)
8. Duffy – "Live and Let Die" (Sir Paul McCartney)
9. Estelle – "Superstition" (Stevie Wonder)
10. Rufus Wainwright – "Wonderful/Song For Children" (Brian Wilson)
11. Scissor Sisters – "Do the Strand" (Roxy Music)
12. Peaches – "Search and Destroy" (The Stooges)
13. Adam Cohen – "Take This Waltz" (Leonard Cohen)
14. Elbow – "Running to Stand Still" (U2)
15. The Like – "You Belong to Me" (Elvis Costello)
16. TV on the Radio – "Heroes" (David Bowie)